# Projeção (matemática)
Em matemática, uma projecção num conjunto {\displaystyle X} é uma aplicação {\displaystyle p:X\rightarrow X} idempotente. Dentro de cada área da matemática podem ser exigidas outras propriedades, como linearidade (na álgebra linear), continuidade (em topologia), etc.
Dada uma relação de equivalência num conjunto X, também se chama projecção à aplicação que envia cada elemento de X à sua classe de equivalência.